# Jižní Evropa

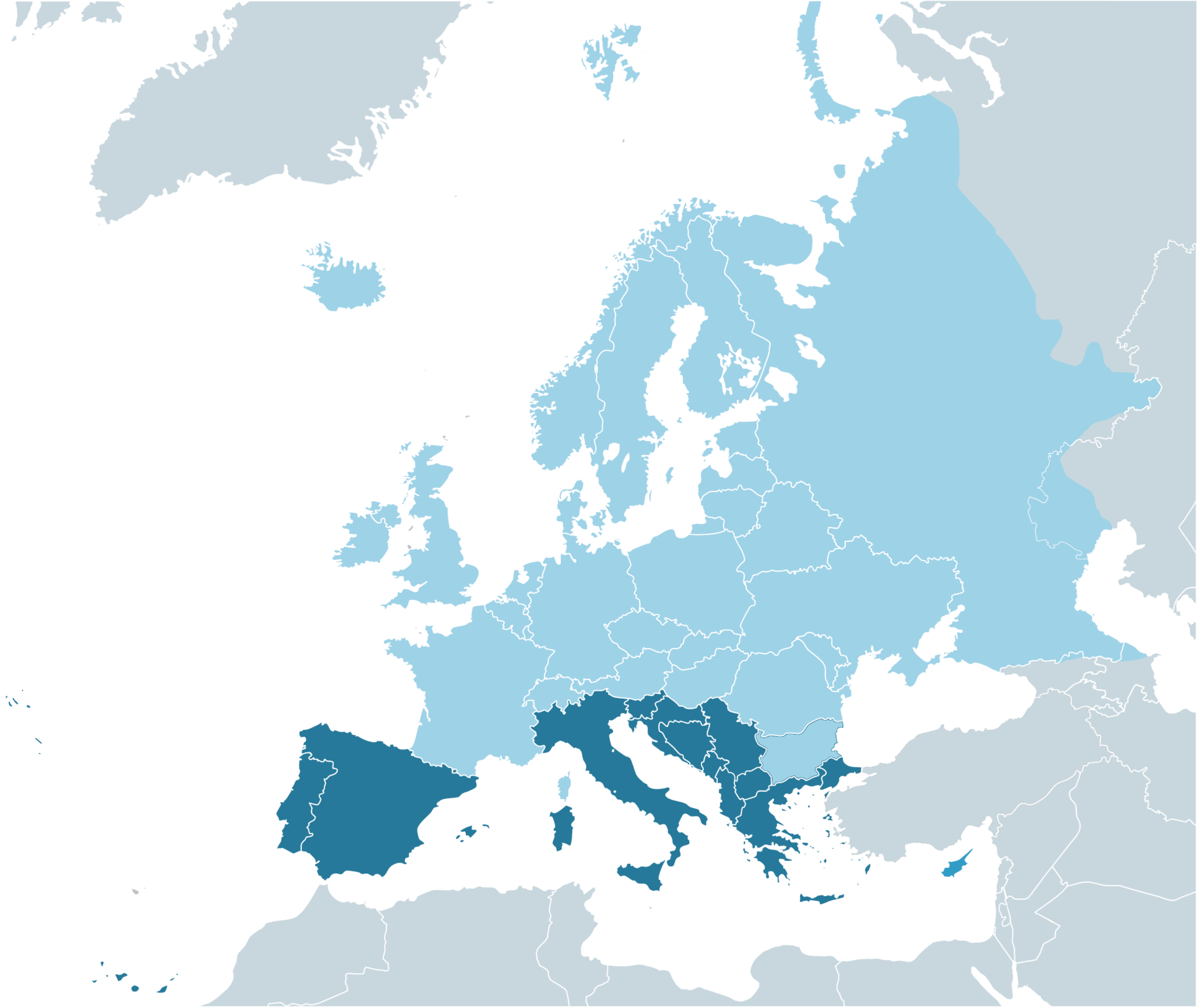
Tmavě modrou barvou je zvýrazněna jižní Evropa: Pyrenejský poloostrov, Apeninský poloostrov a Balkánský poloostrov

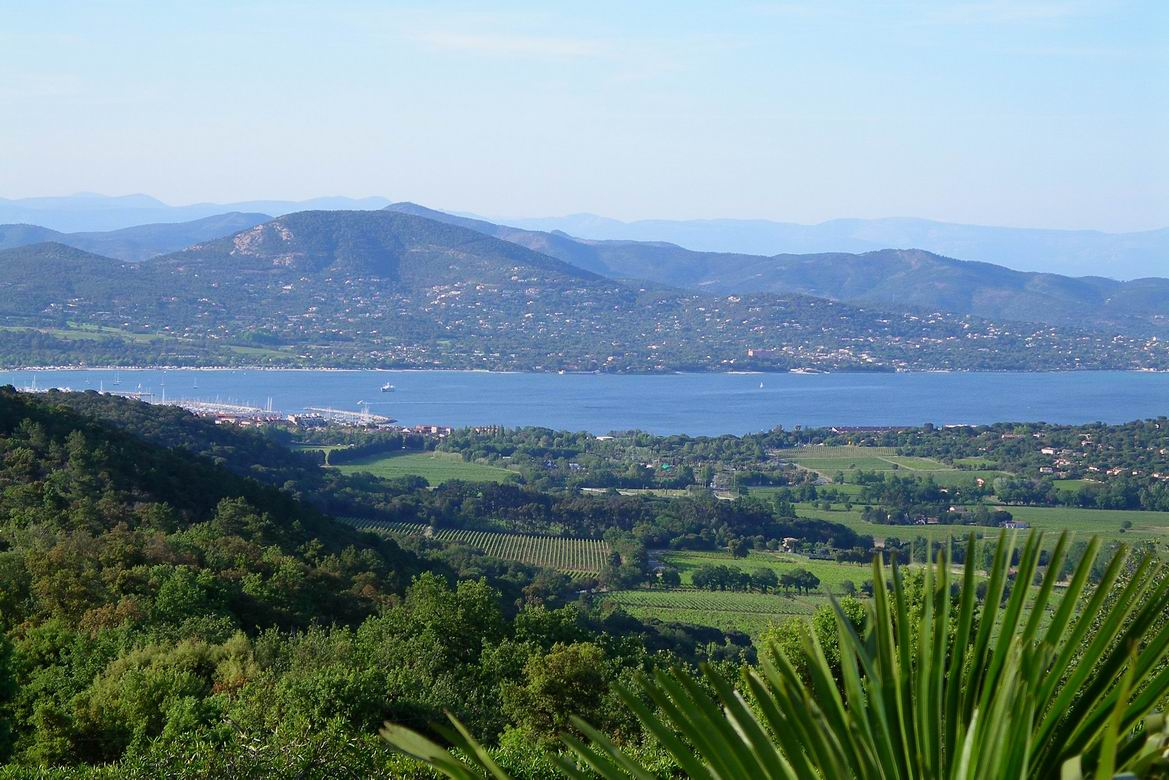
Krajina v jižní Francii (Provence). Typické subtropické rostliny, zemědělství a moře.

Jižní Evropa je nejjižnější část evropského kontinentu. Pojem jižní Evropa je možné chápat podle kontextu různě, lze ji vymezit např. jejími přírodními rysy (geografií, klimatem a flórou). Někdy je tento region označován také jako středomořská Evropa. Jižní Evropu tvoří především tři poloostrovy: Pyrenejský poloostrov (nazývaný také Iberský poloostrov), Apeninský poloostrov a Balkánský poloostrov. Tyto tři poloostrovy jsou odděleny od zbytku Evropy vysokými horskými pásmy. Jejich poloha u Středozemního moře a jejich horské reliéfy jim poskytují podnebí (hlavně subtropické středomořské) velmi odlišné od zbytku kontinentu. Pohoří oddělující poloostrovy od evropského vnitrozemí byla také přirozenou překážkou pro rozsáhlejší migraci obyvatel, proto i kultury zemí jižní Evropy jsou specifické.

## Geografická poloha a klima
Většina států v jižní Evropě leží na pobřeží Středozemního moře, výjimkou jsou Portugalsko, které se rozkládá na pobřeží Atlantského oceánu, dále vnitrozemské ministáty Andorra, San Marino a Vatikán. Bulharsko omývá Černé moře. Mezi hlavní ostrovy v jižní Evropě patří Baleáry, Korsika, Kréta, Sardinie a Sicílie a také ostrovní země Malta. Do jižní Evropy je možné v některých souvislostech (zejména kulturně) počítat i ostrov Kypr. 
Všechny státy jižní Evropy se nacházejí v subtropickém klimatickém pásmu, a částečně zasahují také i do mírného. Nejvýraznějším klimatem jižní Evropy je středomořské klima, ovlivněné středem vysokého atmosférického tlaku, který se nachází v Atlantském oceánu (tzv. azorská anticyklóna). Oblasti se středomořským podnebím (Portugalsko, Španělsko, Itálie, jižní pobřeží Francie, pobřežní Chorvatsko, pobřežní Slovinsko, jižní Bosna a Hercegovina, Černá Hora, Albánie a Řecko a také středomořské ostrovy) mají podobnou vegetaci i krajinu, včetně suchých kopců, malých plání, borových lesů a olivovníků.
V pohořích Španělska a Itálie je podnebí chladnější. Severní pobřeží Španělska má vlhčí atlantické klima. Některé části jižní Evropy (hlavně v Itálii a Chorvatsku kolem Jaderského moře) mají vlhké subtropické podnebí s teplými a vlhkými léty.
Klima jižní Evropy ovlivňuje také horký vítr sirocco, pocházející ze Sahary, který vane nad Itálií a míří do nitra alpského oblouku (údolí Pádu). Alpy brání siroccu v rozšíření do zbytku Evropy. Naopak Alpy a Pyreneje chrání Apeninský a Pyrenejský poloostrov před dešti a ledovými větry jako je mistral nebo tramontana z jihu Francie (tyto větry na francouzském pobřeží vytlačují povrchové vody do moře a přivádějí zpět hlubší, chladnější vody; v důsledku toho je teplota vod na francouzských pobřežích chladná i v létě).

## Flora
Flora jižní Evropy je charakterizována především středomořskými lesy (převážně listnatými nebo smíšenými), stromovými porosty a křovinami.

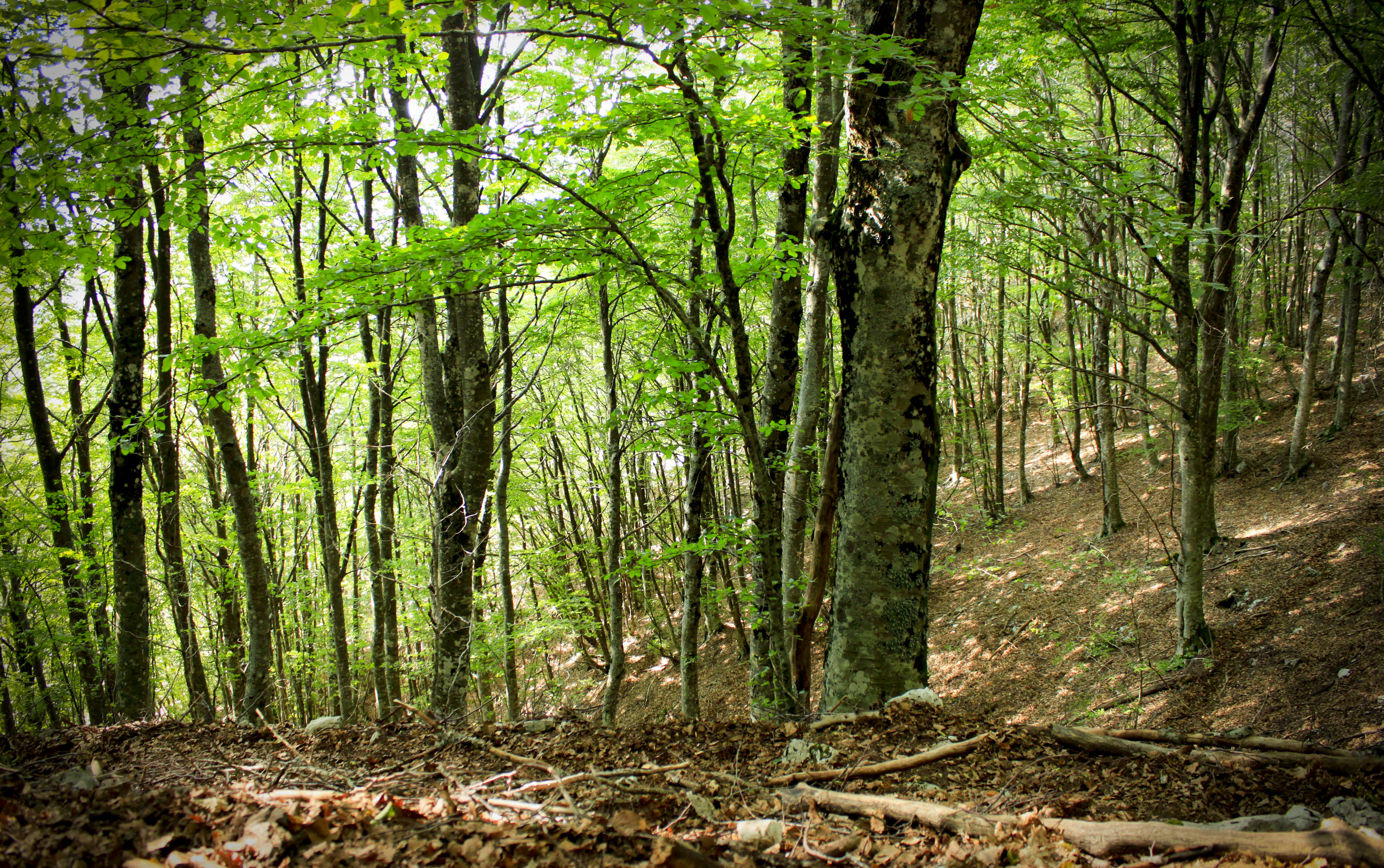
Bukový les v Monti Aurunci, Itálie
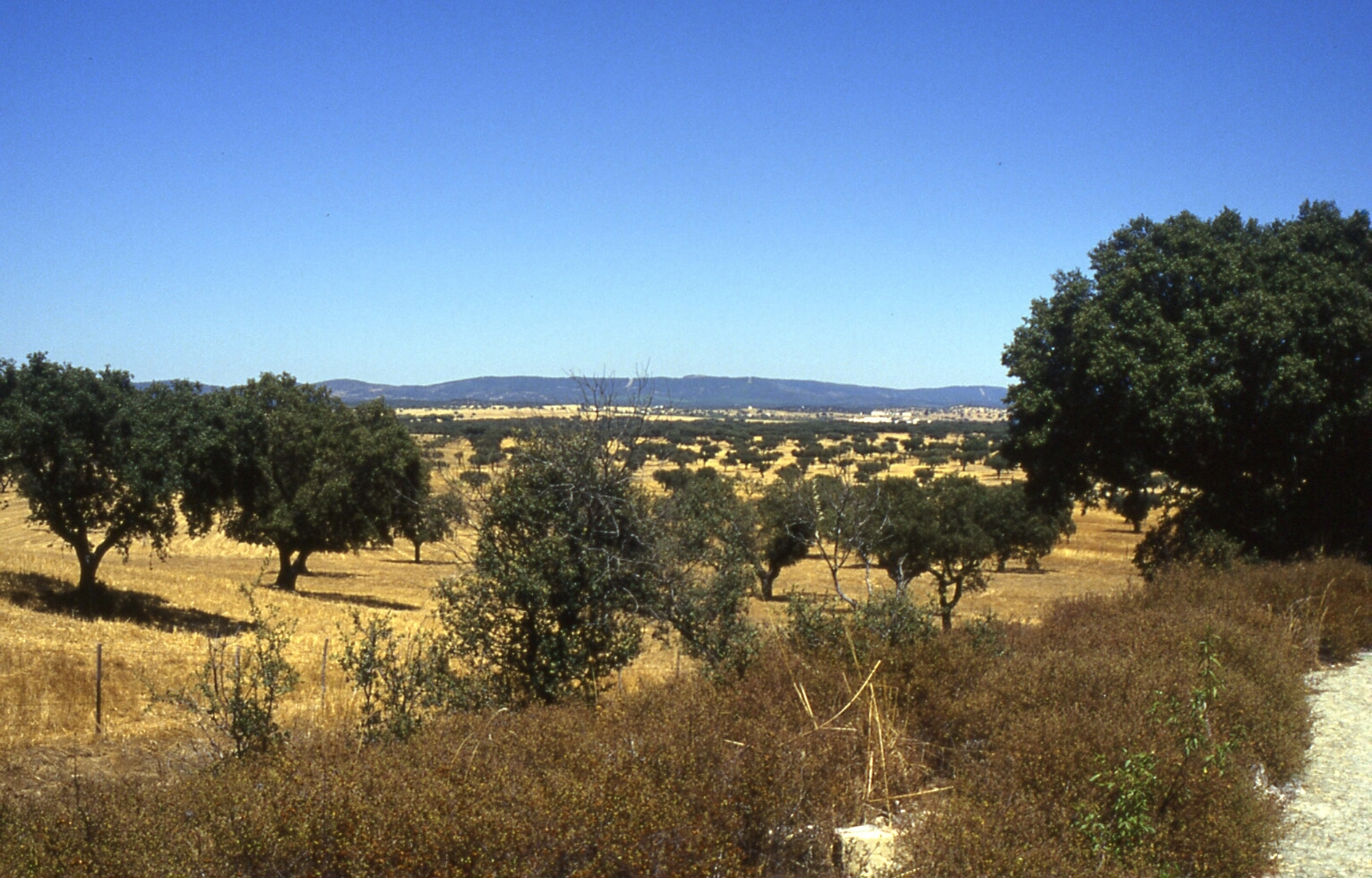
Duby (korkové a cesmínovité) v Alentejo, Portugalsko
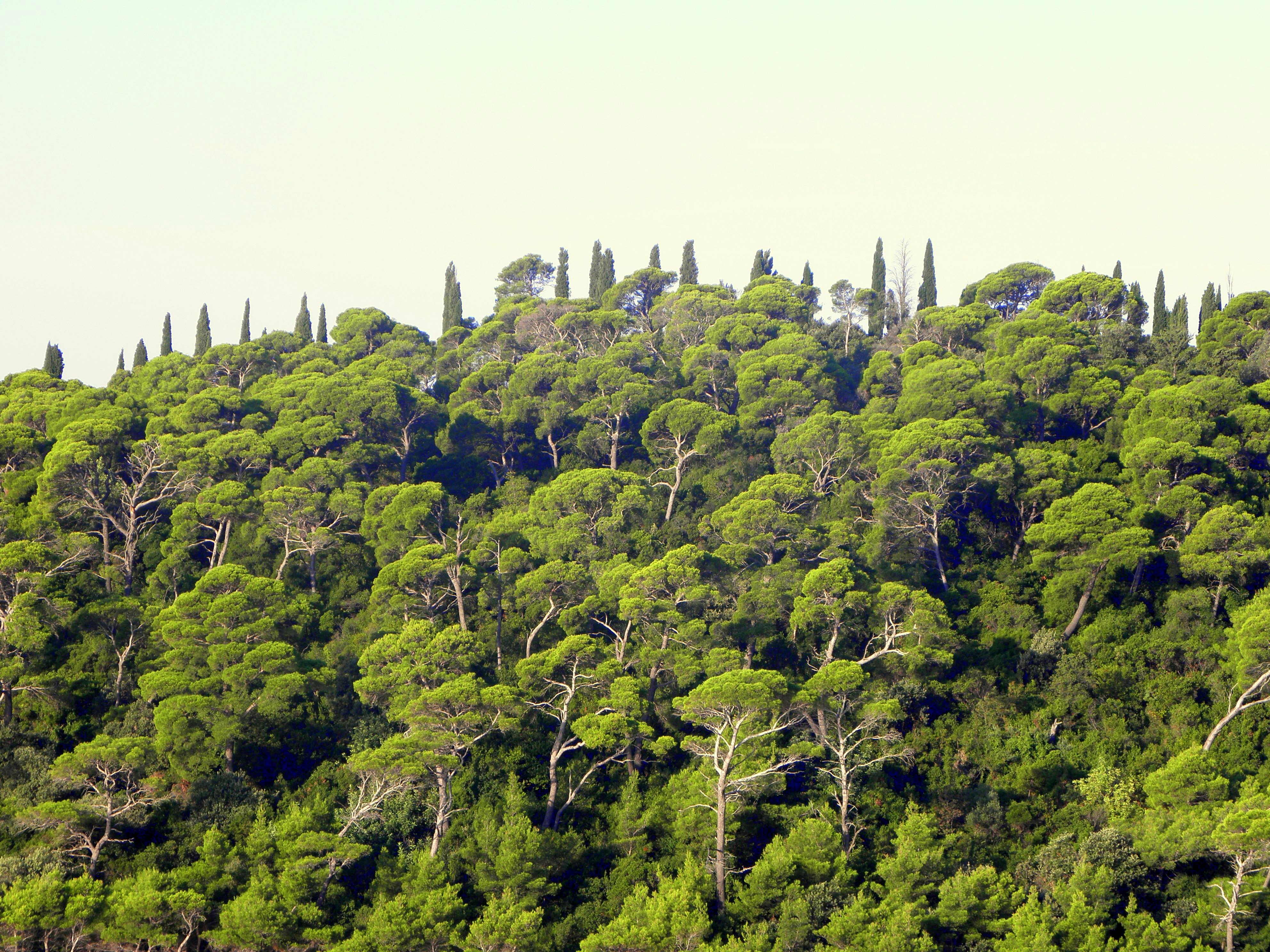
Les halepských borovic, Chorvatsko
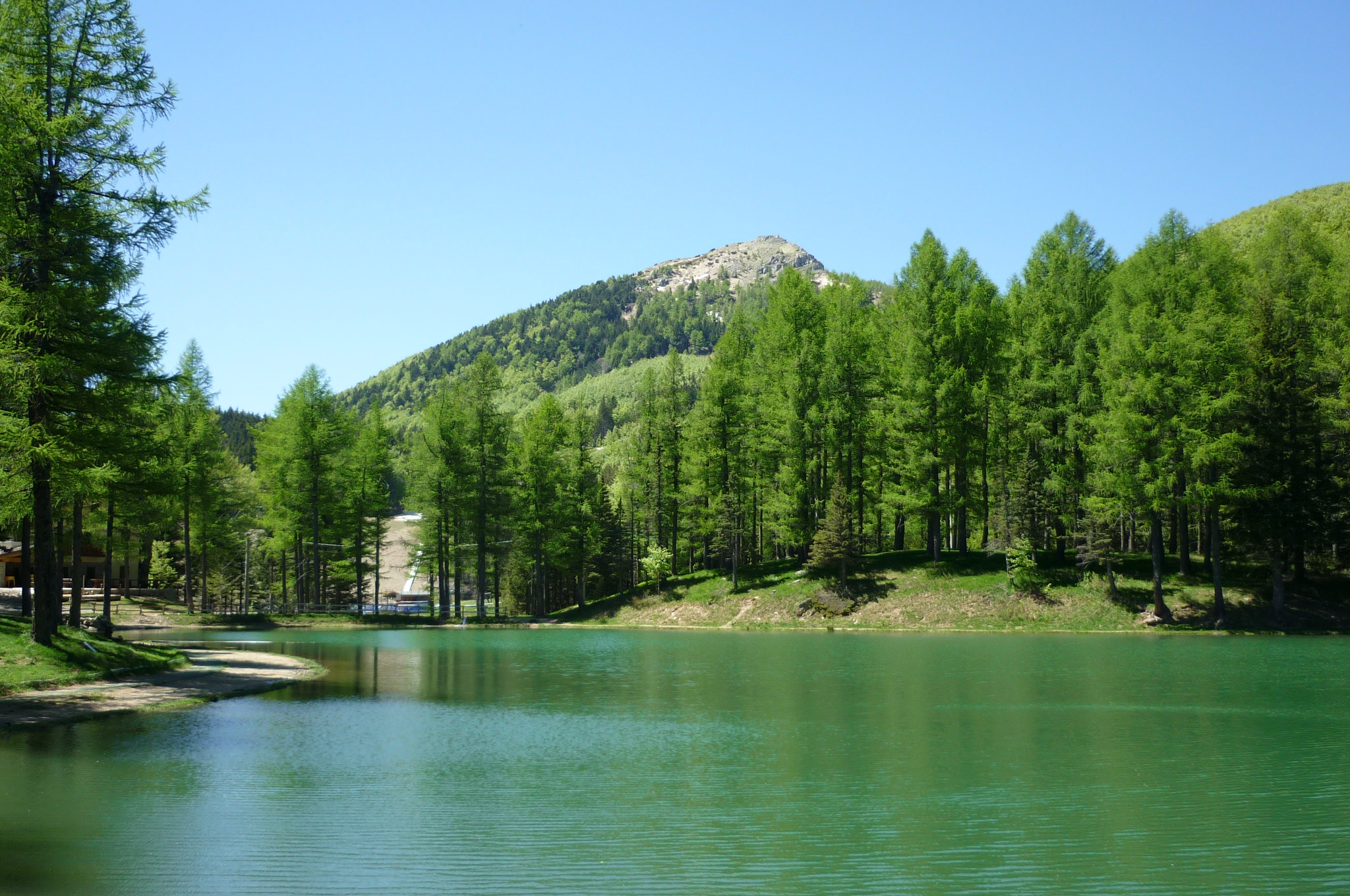
Borové lesy pod Monte Cimone, Itálie
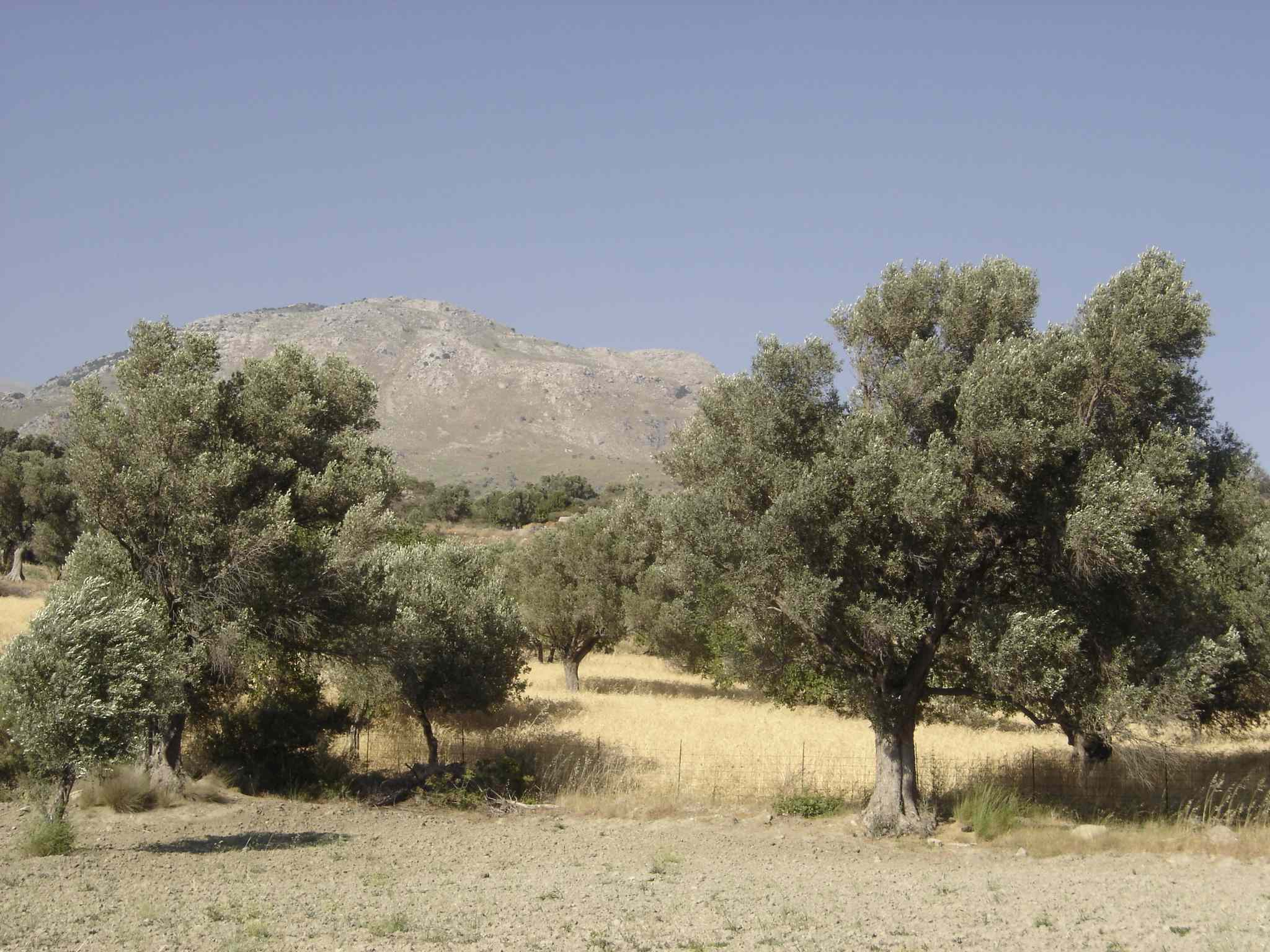
Olivy na Krétě

## Historie
Jižní Evropa byla v historii hlavním sídlem evropské civilizace, která se zde rozvíjela hlavně ve starověku, v období mezi roky 1500 př. n. l. a 300 př. n. l. Zhruba od začátku 1. tisíciletí př. n. l. expandovali z kanaánských přístavů do Středomoří Féničané. V roce 814 př. n. l. bylo založeno Kartágo a v roce 700 př. n. l. Kartáginci založili pevnosti na Sicílii a Sardinii, což vyvolalo střety s Etrurií. Jejich vliv dosáhl až do západního Středomoří a k Atlantskému oceánu (Cádiz).
Období známé jako klasický starověk začalo vzestupem městských států starověkého Řecka. Řecký vliv dosáhl svého zenitu za rozsáhlé říše Alexandra Velikého, která sahala až do Asie. Staří Řekové čerpali své znalosti od Egypťanů a od Řeků pak čerpali zase Římané. Římská říše ovládla celou středomořskou pánev; v roce 395 našeho letopočtu došlo k ješjímu rozdělení na Západořímskou říši se sídlem v Římě a Východořímskou říši se sídlem v Konstantinopoli. Útoky Gótů vedly v roce 476 našeho letopočtu k pádu Západořímské říše (toto datum označuje začátek středověku), zatímco Východořímská říše (označovaná jako Byzantská říše) trvala až do pádu Konstantinopole v roce 1453.
Zbytky bývalé Západořímské říše ovládly germánské národy, které tu založily svá vlastní království a říše. Začalo období nábožensky motivovaných vojenských výprav, známých jako křížové výpravy, které měly původně přivést oblast východního Středomoří (označovanou jako Levanta) zpět pod křesťanskou nadvládu. Ve východním Středomoří bylo založeno několik křižáckých států, které sice neměly delší trvání, ale měly dopad na mnoho částí Evropy. Plenění Konstantinopole v roce 1204 při 4. křížové výpravě znamenalo trvalé oslabení Byzantské říše. Křižáci vytvořili obchodní cesty, které se napojily na Hedvábnou stezku a umožnily obchodním republikám (Janov a Benátky), aby se staly hlavními ekonomickými mocnostmi. Obdobně se o znovudobytí Pyrenejského poloostrova (Ibérie) pro křesťanstvo zasloužila tzv. reconquista.
V polovině 14. století se přes jižní Evropu rozšířila epidemie moru, označovaná jako černá smrt, která spolu se souvisejícím hladomorem způsobila v Evropě demografickou katastrofu, protože populace prudce klesla. Na Balkáně se rozmohla Osmanská říše, což vyvrcholilo pádem Konstantinopole v roce 1453. Osmanská říše pak jihoevropské země trvale ohrožovala a navíc znemožnila obchod s mnohými městy a zeměmi.
Na začátku novověku se těžiště obchodu a rozvoje kultury přeneslo spíše k zemím na pobřeží Atlantského oceánu (Severní Amerika a Západní Evropa) a význam Středomoří a hlavně jižní Evropy tak upadl. Katolické znovudobytí Portugalska a Španělska vedlo k sérii oceánských průzkumů a k objevům, které umožnily přímé spojení s Afrikou, Severní a Jižní Amerikou a Asií. Španělsko a Portugalsko později nahradily Anglie, Holandsko a Francie; tyto státy se  v polovině 17. století staly hlavními představiteli evropského imperialismu.
V období mezi lety 1815 a 1871 došlo k velkému množství revolučních pokusů a bojů za samostatnost. Balkánské národy začaly znovu získávat nezávislost na Osmanské říši. Itálie se sjednotila v národní stát a obsazení Říma italskou armádou v roce 1870 znamenalo zánik Papežského státu (jeho nástupcem a sídlem hlavy katolické církve je Vatikán).
Vzestup nacionalismu v jihovýchodní Evropě uspíšil vypuknutí první světové války v roce 1914. Po ní v roce 1918 sloučením území Slovinců, Chorvatů a Srbů vznikla Jugoslávie.
V roce 1922 se dostal v Itálii k moci Benito Mussolini, jehož fašistický režim v roce 1940 napadl Řecko (Italsko-řecká válka); německo-italské síly pak Řecko okupovaly až do roku 1944.
V Portugalsku vznikla pod vedením António de Oliveira Salazara roku 1932 diktatura a takzvaný Estado Novo ("nový režim") pak trval do roku 1974.
Ve Španělsku vedly sílící sociální a politické konflikty k vypuknutí občanské války, která si vyžádala přes půl milionu obětí. V roce 1939 válka skončila nástupem diktátora Francisca Franca, který vládl až do své smrti v roce 1975.
Po druhé světové válce byly některé země v jihovýchodní Evropě pod vlivem Sovětského svazu a připojily se k vojenské alianci známé jako Varšavská smlouva (Albánie, Bulharsko). K vojenské alianci vedené USA (NATO) se v roce 1949 připojily Portugalsko a Itálie, v roce 1952 Řecko a Španělsko až v roce 1982. Jugoslávie byla neutrální.
Další významné politické změny nastaly v jižní Evropě po roce 1990, kdy souběžně s přechodem k demokracii byly některé státy z předchozí příkazové ekonomiky transformovány do tržního hospodářství. To přineslo i takové problémy jako inflace, nezaměstnanost, nízký ekonomický růst a vysoký státní dluh. Do roku 2000 byly tyto ekonomiky stabilizovány a v letech 2004 až 2013 byly některé z nich přijaty do Evropské unie.

## Ekonomika
Z ekonomického hlediska jsou státy jižní Evropy oproti ostatním evropským státům většinou spíše chudší, výjimky tvoří Itálie a Španělsko. Značný podíl příjmů jihoevropských států tvoří turistický ruch a významnou podporu přinášejí také dotace ze strany Evropské unie.
Za sluncem, teplým mořem a památkami sem ročně přijíždí miliony turistů; díky provázanosti EU se sem stěhují na stáří i mnozí lidé z chladnějších částí kontinentu.
V jižní Evropě je významné také zemědělství. Mezi hlavní produkované komodity patří hlavně ovoce, citrusové plody, olivy, fíky, víno. Přestože těmto komoditám se na polích jihoevropských zemí daří, hlavně díky velkému množství slunečných dní, velkým rizikem zde bývá sucho, jsou zde častější požáry. Jen na počátku 21. století ničily rozsáhlé části lesů v Portugalsku a Řecku.

## Jazyky
Nejrozšířenějšími jazyky v jižní Evropě jsou románské jazyky, které se vyvinuly z latiny a rozšířily se z italského poloostrova: italština (mluví jí více než 50 milionů lidí v Itálii, Švýcarsku, Maltě, San Marinu a Vatikánu) a španělština, kterou mluví více než 40 milionů lidí (ve Španělsku, Andoře a Gibraltaru). Mezi další běžné románské jazyky patří portugalština (mluví se jí v Portugalsku a Andoře), francouzština (mluví se jí ve Francii, Monaku a údolí Aosta v Itálii), katalánština (mluví se jí ve východním Španělsku, Andoře, jihozápadní Francii a v sardinském městě Alghero v Itálii), galicijština (v severozápadním Španělsku), asturština (v severovýchodním Portugalsku) a okcitánština (ve Val d'Aran v Katalánsku, v okcitánských údolích v Itálii a v jižní Francii).
Dalšími jazyky jižní Evropy jsou řečtina (v Řecku a na Kypru), albánština (v Albánii, Kosovu, Severní Makedonii, Černé Hoře, Řecku, Srbsku, Chorvatsku), srbochorvatština (v Kosovu, Chorvatsku, Srbsku, Bosně, Černé Hoře a Severní Makedonii), slovinština (ve Slovinsku a Chorvatsku) a makedonština (v Severní Makedonii. Turečtinou se mluví v Turecku, na Kypru, v Kosovu, Řecku, Severní Makedonii a Bosně. 
Oficiálním jazykem Malty je maltština, v Baskicku na pomezí severního Španělska a jihozápadní Francie se mluví baskičtinou. Zejména v Jižním Tyrolsku se používá němčina.

## Náboženství
Převládajícím náboženstvím v jižní Evropě je křesťanství. Křesťanství se rozšířilo po celé jižní Evropě během římské říše, kde bylo přijato jako oficiální náboženství v roce 380 našeho letopočtu. Kvůli historickému rozdělení církve na západní polovinu se sídlem v Římě a východní polovinu se sídlem v Konstantinopoli jsou v různých částech jižní Evropy prominentní různé směry křesťanství. Křesťané v západní polovině jižní Evropy – např. v Portugalsku, Španělsku a Itálii – jsou římští katolíci, ve východní polovině jižní Evropy – např. v Řecku, Srbsku a Severní Makedonii – jsou pravoslavní.
Islám je široce praktikován v Albánii, Bosně, Kosovu a Turecku a na severním Kypru. Muslimové jsou významnou menšinou v několika dalších zemích jižní Evropy – např. v Řecku, Itálii, Španělsku.

## Státy a území jižní Evropy
Hlavní oblast jižní Evropy:
- Andorra
- Gibraltar
- Chorvatsko (jen Istrie/Dalmácie)
- Francie (jen pobřežní část jižní Francie a Korsika)
- Itálie
- Kypr [p 1]
- Malta
- Monako
- Portugalsko
- Řecko
- San Marino
- Španělsko
- Vatikán

Z širšího hlediska patří ke státům jižní Evropy i další, řazené také do regionu jihovýchodní Evropy:
- Albánie
- Bosna a Hercegovina
- Bulharsko
- Černá Hora
- Severní Kypr (jako stát uznávaný pouze Tureckem)
- Severní Makedonie
- Slovinsko
- Srbsko
- Kosovo (od 17. února 2008)
- Rumunsko
- Turecko (pouze Východní Thrákie, tj. evropská část Turecka)